# Badacsonytördemic
Badacsonytördemic là một thị trấn thuộc hạt Veszprém, Hungary. Thị trấn này có diện tích 10,25 km², dân số năm 2010 là 841 người, mật độ 82 người/km².